# Setantops rungweensis
Setantops rungweensis är en stekelart som beskrevs av Heinrich 1968. Setantops rungweensis ingår i släktet Setantops och familjen brokparasitsteklar. Utöver nominatformen finns också underarten S. r. ufipae.